# Tony Lawson
Tony Lawson (* 1944 in London) ist ein britischer Filmeditor.

## Leben
Lawson begann seine Laufbahn im Bereich Filmschnitt in den 1960er Jahren als Schnittassistent. 1971 war er bei Wer Gewalt sät zusammen mit seinen Ko-Editoren Roger Spottiswoode und Paul Davies erstmals mitverantwortlich für die Montage eines Kinofilms; danach gewann seine Karriere an Schwung. Insgesamt war er an mehr als 35 Produktionen beteiligt.
Seit 1980 arbeitete er eng mit dem Regisseur Nicolas Roeg zusammen. Ihr letzter gemeinsamer Film war Two Deaths aus dem Jahr 1995. Seit Michael Collins aus dem Jahr 1996 ist Lawson für den Schnitt aller Filme von Neil Jordan verantwortlich. Zuletzt arbeiteten sie 2012 bei Byzantium zusammen, der zugleich auch Lawsons bislang letzte Filmproduktion ist (Stand August 2019).

## Filmografie (Auswahl)
- 1971: Wer Gewalt sät (Straw Dogs)
- 1975: Barry Lyndon
- 1977: Steiner – Das Eiserne Kreuz (Cross of Iron)
- 1980: Black Out – Anatomie einer Leidenschaft (Bad Timing)
- 1981: Der Drachentöter (Dragonslayer)
- 1983: Eureka
- 1984: Die Bounty (The Bounty)
- 1985: Insignificance – Die verflixte Nacht (Insignificance)
- 1986: The American Way
- 1987: Aria
- 1987: Castaway – Die Insel (Castaway)
- 1988: Track 29 – Ein gefährliches Spiel (Track 29)
- 1988: Manifesto
- 1990: Hexen hexen (The Witches)
- 1990: Crisscross – Überleben in Key West (Crisscross)
- 1991: Cold Heaven
- 1992: Stürmische Leidenschaft (Emily Brontë's Wuthering Heights)
- 1993: Eine Freundschaft (Friends)
- 1994: Victory
- 1994: Tom & Viv
- 1995: Othello
- 1996: Michael Collins
- 1997: Butcher Boy – Der Schlächterbursche (The Butcher Boy)
- 1999: Jenseits der Träume (In Dreams)
- 1999: Das Ende einer Affäre (The End of the Affair)
- 2000: Not I (Kurzfilm)
- 2001: Über kurz oder lang (Blow Dry)
- 2002: Der Dieb von Monte Carlo (The Good Thief)
- 2004: Laws of Attraction
- 2005: Breakfast on Pluto
- 2007: Die Fremde in dir (The Brave One)
- 2009: Ondine – Das Mädchen aus dem Meer (Ondine)
- 2011–2012: Die Borgias (The Borgias, 3 Folgen)
- 2012: Byzantium